# 細鱗纖唇魚
細鱗纖唇魚（学名：Leptochilichthys microlepis）為黑頭魚科的其中一種，為深海魚類，分布於西北太平洋日本青森縣外海海域，棲息深度724-726公尺，體長可達30.3公分，棲息在中層水域，生活習性不明。
其种加词“microlepis”意为“细鳞的”。